# Alex Legion
Alex Legion (Detroit, Michigan, 16 de noviembre de 1988) es un exjugador de baloncesto estadounidense que, con una estatura de 1,96 metros, actuaba en la posición de escolta. Considerado uno de los 50 mejores jugadores estadounidenses de su categoría, tuvo una trayectoria errática en el baloncesto universitario desertando de la Universidad de Michigan, para transitar luego por la Universidad de Kentucky, la Universidad de Illinois y la Universidad Internacional de Florida sin poder consolidarse en ninguno de los equipos en los que jugó. Posteriormente desarrolló una carrera como deportista profesional que le permitió jugar varias temporadas en la primera y segunda división de Italia, pero que también lo llevó por destinos como Hungría, Líbano, Catar, Grecia y Chile. Representó internacionalmente a Jordania.

## Trayectoria

### Clubes
| Club                  | País    | Año       |
| --------------------- | ------- | --------- |
| PVSK-Panthers         | Hungría | 2012-2013 |
| Roseto                | Italia  | 2013-2014 |
| Sagesse Beirut        | Líbano  | 2014      |
| Veroli                | Italia  | 2014      |
| Trapani               | Italia  | 2014-2015 |
| El Jaish SC           | Catar   | 2015      |
| Arkadikos B.C.        | Grecia  | 2016      |
| Viola Reggio Calabria | Italia  | 2016-2017 |
| Fortitudo Bologna     | Italia  | 2017-2018 |
| Mantovana             | Italia  | 2018      |
| Deportivo Valdivia    | Chile   | 2018      |

## Selección nacional
Integró la selección de baloncesto de Jordania que disputó el Campeonato FIBA Asia de 2015.